# Palau de la Revolució
El Palau de la Revolució és un edifici situat a la plaça de la Revolució de la ciutat de l'Havana que fa les funcions de seu del govern cubà i del Partit Comunista de Cuba.

## Història
L'encàrrec de construir el palau va ser donat pel llavors president Carlos Prío l'any 1943. Va ser dissenyat per l'arquitecte Pérez Benoita l'any 1943 i havia de ser la seu del Tribunal Suprem i de la Fiscalia General, però la construcció no va acabar fins al 1957. Entre 1964 i 1965 es van fer reformes a l'edifici dirigides per l'arquitecte Antonio Quintana per adaptar-lo a l'actual Palau de la Revolució, i Osvaldo Dorticós i Fidel Castro van fer efectiu el trasllat de la seu del govern al palau, que fins aleshores es trobava a l'actual Museu de la Revolució.
L'edifici està dividit en tres àrees: la primera és l'oficina del Consell de Ministres; la segona és la seu del Consell d'Estat i les oficines del president i del vicepresident primer; i l'última són les oficines del Comitè Central del Partit Comunista de Cuba. El lloc més conegut del palau a nivell mundial és el Saló de les Falgueres, anomenat així per la gran quantitat de falgueres presents i on el president de Cuba rep els dirigents internacionals que visiten l'illa.